# Tabaszowa
Tabaszowa – wieś w Polsce położona w województwie małopolskim, w powiecie nowosądeckim, w gminie Łososina Dolna.
W latach 1975–1998 miejscowość administracyjnie należała do województwa nowosądeckiego.
Tabaszowa położona w zakolu Jeziora Rożnowskiego. Jest to miejscowość agroturystyczna i turystyczna, z działalnością rekreacyjną i sportową, związaną z dostępem do Jeziora Rożnowskiego.
W 1979 roku powstała jednostka Ochotniczej straży pożarnej i posiada samochód bojowy Man.

## Części wsi
| SIMC    | Nazwa        | Rodzaj    |
| ------- | ------------ | --------- |
| 0448380 | Wierzchowina | część wsi |
| 0448396 | Witkówka     | część wsi |

## Zabytki
Obiekt wpisany do rejestru zabytków nieruchomych województwa małopolskiego.
- Kościół (przeniesiony z Tęgoborzy).

## Sport
Od roku 2005 we wsi działa klub piłkarski Tabaszovia, który występuje w nowosądeckiej B-klasie.

## Parafia
We wsi znajduje się kościół parafialny pw. św. Mikołaja, biskupa.

Tabaszowa jest parafią od niedawna. Została wydzielona z parafii Tęgoborze w 1989 roku. Wcześniej (w 1982 roku) otrzymała od macierzystej parafii zabytkowy kościół drewniany św. Mikołaja, który po zbudowaniu w Rożnowie zapory na Dunajcu, znalazł się na brzegu Jeziora Rożnowskiego i ulegał podtopieniom. Od kościoła rozciąga się wspaniały widok na okoliczne wzgórza i wody jeziora Rożnowskiego.
Kościół został zbudowany w Tęgoborzy w roku 1753. Ołtarz główny pochodzi z czasu po powstaniu kościoła. W ołtarzu obraz Matki Bożej z Dzieciątkiem też z XVIII wieku oraz obraz św. Mikołaja, biskupa, patrona tego kościoła – nieco nowszy. Z XVIII wieku pochodzą też dwa boczne ołtarze: ku czci Serca Pana Jezusa i św. Antoniego – po prawej oraz Chrystusa Frasobliwego i Matki Bożej Różańcowej – po lewej ręce. Uroczystości odpustowe w Tabaszowej odbywają się 6 grudnia.